# Lipophrys trigloides
La bavosa capone (Lipophrys trigloides) è un pesce di mare della famiglia Blenniidae.

## Distribuzione e habitat
Questa specie è comune nel mar Mediterraneo e sulle coste italiane. È diffusa anche nell'Oceano Atlantico orientale tra il golfo di Guascogna e le isole Canarie. Manca nel mar Nero.
È un pesce strettamente costiero e non scende mai a più di 1 m di profondità; vive tra gli scogli e le alghe, spesso nella zona di marea.

## Descrizione
Questa specie è del tutto priva di tentacoli sopraorbitari ma ha un tentacolo nasale sfrangiato in vari filamenti. La fronte è particolarmente ripida, la testa molto grande e gli occhi sporgenti le danno un'aria molto particolare ed inconfondibile, con un profilo non dissimile a quello di una gallinella.
La livrea è variabile, su fondo brunastro pallido marmorizzato e striato di scuro. In estate i riproduttori hanno un orlo rosso vivo alla pinna anale. Spesso la livrea è piuttosto simile a quella degli esemplari di bavosa galletto viventi nello stesso ambiente, riconoscibili a colpo d'occhio per la diversa forma della testa.

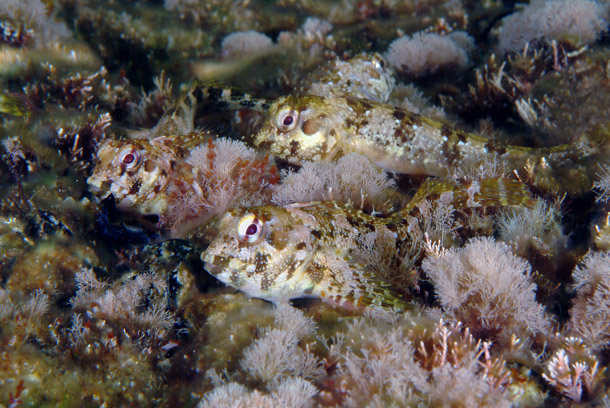
3 esemplari fotografati in pochi centimetri d'acqua

La taglia raggiunge i 10 cm.

## Riproduzione
Avviene in primavera. Le larve hanno pinne pettorali giallo vivo con fitti puntini neri; fanno vita pelagica.

## Alimentazione
Carnivora basata su Crostacei.

## Biologia
Molto sospettosa, si rifugia in una cavità non appena disturbata. Come la bavosa galletto questa specie esce frequentemente dall'acqua nelle notti estive, può restarvi senza danni fino a 10 ore.